# Meridiano 61 W
O meridiano 61 W é um meridiano que, partindo do Polo Norte, atravessa o Oceano Ártico, Gronelândia, América do Norte, Oceano Atlântico, América do Sul, Antártida e chega ao Polo Sul. Forma um círculo máximo com o Meridiano 119 E.
Começando no Polo Norte, o meridiano 61 Oeste tem os seguintes cruzamentos:
| País, território ou mar | Notas |
| ----------------------- | --- |
| Oceano Ártico           | Passa a leste da Ilha Ellesmere, Nunavut, Canadá |
| Mar de Lincoln          | |
| Gronelândia             | |
| Baía de Baffin          | |
| Estreito de Davis       | Passa a leste da Ilha de Baffin, Nunavut, Canadá |
| Oceano Atlântico        | Mar do Labrador |
| Canadá                  | Labrador (continental), Terra Nova e Labrador Quebec                                                                                                |
| Golfo de São Lourenço   | |
| Canadá                  | Ilha Cape Breton e Ilha Madame e continente, Nova Escócia                                                                                           |
| Baía Chedabucto         | |
| Canadá                  | Nova Escócia |
| Oceano Atlântico        | Passa a leste da ilha La Désirade, Guadeloupe, França · Passa a leste da ilha Marie-Galante, Guadalupe, França · Passa a leste da ilha Dominica     |
| França                  | Martinica |
| Canal de Santa Lúcia    | |
| Santa Lúcia             | |
| Oceano Atlântico        | Passa a leste da ilhas São Vicente, Baliceaux e Mustique, São Vicente e Granadinas                                                                  |
| Trinidad e Tobago       | Ilha de Trinidad |
| Oceano Atlântico        | |
| Trinidad e Tobago       | Ilha de Trinidad |
| Oceano Atlântico        | |
| Venezuela               | ESTADO DELTA AMACURO |
| Guiana                  | ESEQUIBO, TERRITORIO RECLAMADO POR VENEZUELA |
| Venezuela               | |
| Brasil                  | Roraima Amazonas Mato Grosso Rondônia |
| Bolívia                 | |
| Paraguai                | |
| Argentina               | |
| Oceano Atlântico        | |
| Ilhas Malvinas          | Ilha Weddell e Falkland Ocidental - reclamadas pela Argentina                                                                                       |
| Oceano Atlântico        | |
| Oceano Antártico        | |
| Ilhas Shetland do Sul   | Ilha Livingston - reclamada por Argentina, Chile e Reino Unido                                                                                      |
| Oceano Antártico        | Passa a oeste da Ilha Trinity, Arquipélago Palmer                                                                                                   |
| Antártida               | Península Antártica - reclamada por Argentina, Chile e Reino Unido                                                                                  |
| Oceano Antártico        | Mar de Weddell |
| Antártida               | Território reivindicado pela Argentina (Antártida Argentina), Chile (Província da Antártida Chilena) e Reino Unido (Território Antártico Britânico) |